# 椎前筋
椎前筋（ついぜんきん、英語: prevertebral muscles）は、深頸筋のうち、頸部脊柱の前面に接して上下に走る細長い筋肉である。前頭直筋と頭長筋、頸長筋（斜角筋も含まれることもある）、外側頭直筋の4部に分けられる。